# Aechmea esseri
Aechmea esseri är en gräsväxtart som beskrevs av Gross och Werner Rauh. Aechmea esseri ingår i släktet Aechmea och familjen Bromeliaceae. Inga underarter finns listade i Catalogue of Life.